# Order Lwa Zeryngeńskiego
Order Lwa Zeryngeńskiego lub Order Lwa Zähringskiego (niem. Orden vom Zähringer Löwen) – badeńskie odznaczenie ustanowione przez Karola Ludwika wielkiego księcia Badenii 26 grudnia 1812 roku dla uczczenia rodu Zähringen, którego boczną linią była dynastia badeńska. Order po raz pierwszy został wręczony w 1815 roku.

## Historia
Początkowo order posiadał trzy klasy:
- Krzyż Wielki,
- Krzyż Komandorski,
- Krzyż Kawalerski.

W 1815 roku wprowadzono odznaczenia z Liściem Dębu. W 1840 krzyż komandorski podzielono na: I klasę Krzyża Komandorskiego z Gwiazdą oraz II klasę Krzyża Komandorskiego. W 1866 roku podziału na dwie klasy dokonano również w przypadku Krzyża Kawalerskiego. W tym samym roku do każdej klasy wprowadzono odznaczenie z mieczami. W 1889 roku wielki książę Fryderyk I ustanowiono Krzyż Zasługi Lwa Zeryngeńskiego jako odznaczenie powiązane z orderem. Po wybuchu I wojny światowej, za zasługi wojskowe nadawano również Krzyż Zasługi na Wstędze Orderu Zasługi Wojskowej Karola Fryderyka. Pod koniec monarchii w 1918 roku order posiadał pięć klas:
- Krzyż Wielki,
- Krzyż Komandorski I klasy,
- Krzyż Komandorski II klasy,
- Krzyż Kawalerski I klasy,
- Krzyż Kawalerski II klasy

oraz powiązany z orderem:
- Krzyż Zasługi.

Za szczególne zasługi odznaczenia dekorowane były brylantami lub wieszane na łańcuchu orderowym.

## Opis odznaki
Odznakę orderu stanowił zielony, emaliowany krzyż grecki z medalionem w złotej oprawie pokrytym kolorową emalią, na awersie przedstawiającą ruiny rodowego zamku Zähringen, a na rewersie złotego lwa na czerwonym tle. Między ramionami krzyża znajdowały się złote ornamenty, zastąpione w przypadku Krzyża Kawalerskiego II  Klasy srebrnymi.
Odznakę Wielkiego Krzyża umieszczano na zielonej, wielkiej wstędze orderowej z żółtymi paskami po bokach przewieszonej z lewego ramienia na prawy bok. Krzyże komandorskie zawieszano na wstędze noszonej na szyi a kawalerskie na zielonej wstążce z żółtymi paskami przyczepionej na lewej piersi.
Odznaczeni Krzyżem Wielki ponadto nosili złotą, ośmiopromienną gwiazdę orderową z medalionem przedstawiającym złotego lwa na czerwonym tle. Wokół medalionu na białym tle znajdował się złoty napis: „FÜR EHRE UND WAHRHEIT” (ZA HONOR I PRAWDĘ). Odznaczeni Krzyżem Komandorskim I Klasy nosili czteropromienną, srebrną gwiazdę z umieszczonym awersem krzyża (ze srebrnymi ornamentami), wzbogaconym jednak o czerwony otok ze złotym napisem „FÜR EHRE UND WAHRHEIT”.

### Krzyż Zasługi
Odznaką był pozłacany krzyż kawalerski z brązu. Awers centralnego medalionu przedstawiał inicjał monarchy - ukoronowaną literę „F”. Na rewersie umieszczony był lew.
Krzyż noszono na pomarańczowej wstążce z dwoma zielonymi paskami po bokach. Od 1915 roku odznaczenie nadawane za zasługi wojskowe noszone była na żółtej wstążce z czerwonym pasem pośrodku i białymi paskami po bokach – wstędze Orderu Zasługi Wojskowej Karola Fryderyka .

## Odznaczeni
Pierwsza uroczystość wręczenia odznaczeń odbyła się w 1815 roku i zostali nimi uhonorowani Emanuel Meier – członek Tajnej Rady oraz marszałek dworu Freiherr Ludwig Christian Gayling von Altheim – członek Tajnej Rady.
Order został wręczony w następujący sposób:
| Klasa/Stopień                                                     | 1815–1839 | 1840–1865 | 1866–1918 |
| ----------------------------------------------------------------- | --------- | --------- | --------- |
| Wielki Krzyż z Brylantami i Liśćmi Dębu                           |           |           | 1         |
| Wielki Krzyż z Brylantami                                         | 1         | 7         | 1         |
| Wielki Krzyż z Mieczami i Brylantami                              |           |           | 1         |
| Wielki Krzyż z gwiazdą z brylantami                               |           | 1         |           |
| Wielki Krzyż z Liśćmi Dębu                                        | 1         |           | 32        |
| Wielki Krzyż                                                      | 71        | 131       | 561       |
| Wielki Krzyż z Mieczami                                           |           |           | 74        |
| Krzyż Komandorski I Klasy z Brylantami i Liśćmi Dębu              |           |           | 2         |
| Krzyż Komandorski I Klasy z Brylantami                            |           |           | 1         |
| Krzyż Komandorski I Klasy z Liśćmi Dębu                           |           | 11        | 45        |
| Krzyż Komandorski I Klasy z Liśćmi Dębu i Mieczami                |           |           | 4         |
| Krzyż Komandorski I Klasy                                         |           | 161       | 777       |
| Krzyż Komandorski I Klasy z Mieczami                              |           |           | 83        |
| Krzyż Komandorski II Klasy z Brylantami i Liśćmi Dębu             |           |           | 1         |
| Krzyż Komandorski II Klasy z Brylantami                           | 8         | 1         |           |
| Krzyż Komandorski II Klasy z Liśćmi Dębu                          | 15        | 52        | 233       |
| Krzyż Komandorski II Klasy z Liśćmi Dębu i Mieczami               |           |           | 21        |
| Krzyż Komandorski II Klasy                                        | 155       | 416       | 1 644     |
| Krzyż Komandorski II Klasy z Mieczami                             |           |           | 174       |
| Krzyż Kawalerski z Liśćmi Dębu                                    | 10        | 148       |           |
| Krzyż Kawalerski                                                  | 383       | 1 098     |           |
| Krzyż Kawalerski I Klasy z Liśćmi Dębu                            |           |           | 1 766     |
| Krzyż Kawalerski I Klasy z Liśćmi Dębu i Mieczami                 |           |           | 244       |
| Krzyż Kawalerski I Klasy                                          |           |           | 5 445     |
| Krzyż Kawalerski I Klasy z Mieczami                               |           |           | 718       |
| Krzyż Kawalerski II Klasy z Liśćmi Dębu                           |           |           | 1 452     |
| Krzyż Kawalerski II Klasy z Liśćmi Dębu i Mieczami                |           |           | 1 539     |
| Krzyż Kawalerski II Klasy                                         |           |           | 3 544     |
| Krzyż Kawalerski I Klasy z Mieczami                               |           |           | 6 754     |
| Krzyż Zasług                                                      |           |           | 2 681     |
| Krzyż Zasług na Wstędze Orderu Zasług Wojskowych Karola Fryderyka |           |           | 557       |

### Odznaczeni Krzyżem Wielkim z Brylantami
- 1815: Wilhelm Ludwig Leopold Reinhard Freiherr von Berstett – minister W.K. Badenii,
- 1854: Napoleon Duc de Bassano – francuski dyplomata,
- 1856: Alexander Graf von Keller – pruski marszałek dworu,
- 1856: Heinrich von Pückle – pruski marszałek dworu,
- 1857: Dimitr Severin – rosyjski dyplomata,
- 1861: Williamoff – rosyjski generał a la suite,
- 1863: Graf Stroganow – rosyjski nadworny koniuszy,
- 1875: August von Werder – pruski generał,
- 1889: Moritz von Cohn – bankier, członek Tajnej Rady,
- 1889: Eduard von Simson – członek Tajnej Rady, przewodniczący Sądu Rzeszy.